# Muzyka jamajska
Do muzyki jamajskiej zalicza się lokalną muzykę ludową i wiele gatunków muzyki rozrywkowej takich jak mento, ska, rocksteady, reggae, dub, dancehall, reggae fusion czy nyabinghi.

## Historia
Powstała się ona w wyniku połączenia się elementów z gatunków muzyki ze Stanów Zjednoczonych (rhythm and blues, rock and roll, soul), Afryki i sąsiednich, karaibskich wysp takich jak Trynidad i Tobago (calypso i soca). Międzynarodową sławę zyskała w latach siedemdziesiątych dzięki Bobowi Marleyowi, muzykowi reggae i w tym samym czasie dzięki jamajskim emigrantom uprawiającym toasting powstał w Nowym Jorku hip-hop.

## Zagraniczne podgatunki muzyki jamajskiej

### Wielka Brytania
- 2 Tone
- lovers rock
- ragga jungle

### Stany Zjednoczone
- ska punk

### Polska
- punky reggae

### Portoryko
- reggaeton

### Panama
- reggae en Español

### Brazylia
- samba reggae